# Damià Adrover Picornell
Damià Adrover Picornell (Palma, 1874 - ídem, 21 de febrer de 1942) va tenir un destacat paper en el mon del futbol com a president del Balears FC (actual Club Esportiu Atlètic Balears) durant els anys 30.
Comerciant de professió, Adrover va entrar a la junta directiva del club blanc-i-blau com a vicesecretari (1924-25) i després com a vocal (1928), sense tenir un paper rellevant.
No obstant això, el 7 de gener de 1933 fou escollit president del club i des de llavors fou reescollit anualment. El seu mandat fou el més prolongat del club fins al moment: almenys tres anys i mig, mentre els seus antecessors mai no havien arribat a superar els dos anys. En algun moment durant la Guerra Civil fou destituït com a president (el 1938 ja no exercia). L'any 1940 figurava com a vicepresident primer.
Els fets més destacats del seu mandat foren, entre d'altres, l'aprovació d'uns nous estatuts (1933) que varen substituir els vigents des de la fundació de l'entitat, i la creació de la figura de la presidència d'honor del club (1935). Per aquest càrrec fou designada una dona: Lita Soler, Miss Balears 1935, un fet insòlit en aquella època, en un món futbolístic totalment masculí. A més va funcionar la secció de beisbol, activa intermitentment entre 1933 i 1935, que no va arribar a despegar davant la manca de rivals i d'una afició massiva.
A nivell esportiu, l'equip blanc-i-blau va quedar subcampió del Campionat de Mallorca quatre temporades consecutives (1933-34, 1934-35, 1935-36 i 1936-37) i es va adjudicar la Copa President de la República en dues ocasions (1934-35 i 1935-36), així com el trofeu en propietat.
En el primer partit del Balears FC després de la seva mort, jugat a Son Canals el 22 de febrer de 1942 contra la Juventud Deportiva Llosetense, l'equip va dur braçalets negres en senyal de dol.